# 代数幾何学用語一覧
代数幾何学用語一覧（だいすうきかがくようごいちらん、英: glossary of algebraic geometry）では、代数幾何学で使われる用語を一覧にまとめる。
可換環論用語一覧、古典的代数幾何学用語一覧、多元環論用語一覧も参照。数論的な応用については数論幾何学とディオファントス幾何学の用語一覧参照。
この記事では、簡単のために基底スキームについての明記をしばしば省略する。つまり、ある基底スキーム S 上のスキームのことを単にスキームと言ったり S 射のことを射と言ったりする。

## あ行
アーベル（abelian）
1. アーベル多様体は完備な群多様体のこと。複素多様体 {\displaystyle \mathbb {C} ^{n}/\mathbb {Z} ^{2n}}（代数多様体であるとき）や有限体 {\displaystyle \mathbb {F} _{q}} 上の楕円曲線 {\displaystyle E} など。
2. アーベル・スキームはアーベル多様体の平坦族のこと。
アフィン（affine）
1. アフィン空間とは、おおまかに言うと原点がどこか忘れたベクトル空間のこと。
2. アフィン多様体はアフィン空間の中の多様体。
3. アフィン・スキームは環のスペクトルであるようなスキームのこと。
4. アフィン射は、任意の開アフィン部分集合の原像がアフィンになる射のこと。ケレン味のある言い方をすると、アフィン射とは、OX 代数の層の大域的な Spec を環のスペクトルと同様な方法でとることにより作られた射のこと。ベクトル束や有限射などが重要なアフィン射。
5. 射影空間の閉部分代数多様体 X 上のアフィン錐は X の斉次座標環の Spec。
アラケロフ幾何（Arakelov geometry）
有理整数環 ℤ の Spec のコンパクト化上の代数幾何学。アラケロフ幾何参照。
アルティン（artinian）
0次元かつネーターであること。スキームに対しても環に対しても使われる。
アルティン・スタック（Artin stack）
代数的スタックの別名。
安定（stable）
1. 安定曲線とは、おとなしい特異点を持つ曲線のこと。振る舞いのよい曲線のモジュライ空間を作るために使われる。
2. 安定ベクトル束は、ベクトル束のモジュライ空間を作るために使われる。
一元体上の代数幾何学（algebraic geometry over the field with one element）
目標の１つはリーマン予想を証明すること。「一元体」や参考文献を参照。
因子的（divisorial）
1. 正規多様体上の因子的層とは、あるヴェイユ因子 D で OX(D) とかける反射的層のこと。
2. 因子的スキームとは、可逆層の豊富族があるスキームのこと。豊富な可逆層があるスキームが基本的な例。
ヴェイユ因子（Weil divisor）
余次元 1 のサイクルのこと。こちらのほうが標準的な呼び方。「因子 (代数幾何学)」参照。
ヴェイユ相互律（Weil reciprocity）
「ヴェイユ相互律」参照。
エタール（étale）
射 f : Y → Xがエタールとは、平坦かつ不分岐であること。同値な定義がいくつかある。{\displaystyle X} と {\displaystyle Y} が代数的閉体上の滑らかな多様体の場合には、エタール射であることと接ベクトル空間に同型写像 {\displaystyle df:T_{y}Y\rightarrow T_{f(y)}X} が誘導されることは同値であり、微分幾何学におけるエタール写像と同じ概念である。エタール射は重要な射の種類である。エタール位相の定義に使われ、これから現在の代数幾何学の礎石の１つであるエタール・コホモロジーが作られる。
円錐曲線（conic）
次数が 2 の代数曲線。
鉛筆（pencil）
1 次元の線形系。
オイラー列（Euler sequence）
オイラー列とは、層の完全系列
{\displaystyle 0\to {\mathcal {O}}_{\mathbf {P} ^{n}}\to {\mathcal {O}}_{\mathbf {P} ^{n}}(1)^{\oplus (n+1)}\to T\mathbf {P} ^{n}\to 0,}
のこと。ここで、Pn は体上の射影空間、最後のゼロではない項は接層。

## か行
開（open）
1. スキームの射 f : Y → Xが開（閉）とは、基礎位相空間の写像が開（閉）であること。つまり、Y の開部分スキームが X の開部分スキームに写されること（閉の場合も同様）。例えば、有限表示の平坦射は開で、固有写像は閉である。
2. スキーム X の開部分スキームは、開部分集合 U に構造層 {\displaystyle {\mathcal {O}}_{X}|_{U}} をつけたもの。
可逆層（invertible sheaf）
階数が 1 の局所自由層。乗法群 {\displaystyle \mathbb {G} _{m}} のトルソと言っても直線束と言っても同じこと。
カステルヌオヴォ・マンフォード正則数（Castelnuovo–Mumford regularity）
スキーム S 上の射影空間 {\displaystyle f:\mathbf {P} _{S}^{n}\to S} 上の連接層 F のカステルヌオヴォ・マンフォード正則数は、全ての i > 0 に対して
{\displaystyle R^{i}f_{*}F(r-i)=0}
となる最小の整数 r のこと。
堅い（rigid）
無限小変形が自明なものしか存在しないこと。例えば、射影空間は {\displaystyle \operatorname {H} ^{1}(\mathbf {P} ^{n},T_{\mathbf {P} ^{n}})=0} なので堅い（小平スペンサー写像を使う）。
堅くする（rigidify）
"自己同型を無くす"というような意味で使われる言葉。使用例："レベル構造をいれて堅くする。"
割線多様体（secant variety）
割線多様体とは、与えられた射影多様体 {\displaystyle V\subset \mathbb {P} ^{r}} の全ての {\displaystyle \mathbb {P} ^{r}} 内の割線の合併の閉包のこと。
ガブリエル・ローゼンバーグ再構成定理（Gabriel–Rosenberg reconstruction theorem）
ガブリエル・ローゼンバーグ再構成定理とは、スキーム X は X 上の準連接層の圏から復元できるという定理である。この定理は非可換代数幾何学の出発点である。非可換スキームを定義するには、この定理を公理とし、その上の準連接層の圏を定義すればよいからだ。
https://mathoverflow.net/q/16257 も参照。
カラビ・ヤウ（Calabi–Yau）
カラビ・ヤウ計量とは、リッチ曲率がゼロであるケーラー計量のこと。
カルティエ（Cartier）
S 上のスキーム X の有効カルティエ因子 D は、X の閉部分スキームであって、S 上平坦かつそのイデアル層が可逆（階数が1で局所自由）であるもの。
幾何学的商空間（geometric quotient）
群スキーム G の作用を持つスキーム X の幾何学的商空間とは、ファイバーが軌道となるような良い商のこと。
幾何学的性質（geometric property）
体 k 上のスキーム X の性質が"幾何学的"とは、任意の体の拡大 {\displaystyle E/k} についての {\displaystyle X_{E}=X\times _{\operatorname {Spec} k}{\operatorname {Spec} E}} で成り立つこと。
幾何学的点（geometric point）
代数的閉体のスペクトルのこと。
幾何種数（geometric genus）
滑らかな n 次元射影多様体 X の幾何種数とは
{\displaystyle \dim \Gamma (X,\Omega _{X}^{n})=\dim \operatorname {H} ^{n}(X,{\mathcal {O}}_{X})}
のこと。等号はセール双対性による。
軌道体（orbifold）
近年では、軌道体は可微分多様体の圏上のドリーニュ・マンフォード・スタックとして定義されることが多い。
帰納スキーム（ind-scheme）
帰納スキームはスキームの閉埋入の帰納的極限。
既約（irreducible）
スキーム X が既約とは、位相空間として、片方が X そのものでない限り2つの閉部分集合の和集合としてかけないことをいう。アフィンスキームの素イデアルと点の対応を使うと、X が既約であることと、X が連結かつ環 Ai は全て極小素因子をちょうど１つ持つことは同値であることが分かる。このことから、ちょうど１つの極小素因子を持つ環は既約と呼ばれる。任意のネータースキームは、一意的に有限個の空ではない極大既約閉部分集合（既約成分と呼ばれる）の和集合としてかける。アフィン空間と射影空間は既約だが、Spec k[x,y]/(xy) =  は既約ではない。
球面多様体（spherical variety）
球面多様体とは、正規 G 多様体（G は連結な簡約群）であって G のボレル部分群による稠密な開軌道を持つもの。
強変換（strict transform）
閉部分スキーム Z に沿ってのブロー・アップ {\displaystyle \pi :{\widetilde {X}}\to X} と射 {\displaystyle f:Y\to X} が与えられたとする。Y の強変換（固有変換ともいう）とは、閉部分スキーム {\displaystyle f^{-1}Z} に沿っての Y のブロー・アップ {\displaystyle {\widetilde {Y}}\to Y} のこと。f が閉埋入なら、誘導された写像 {\displaystyle {\widetilde {Y}}\hookrightarrow {\widetilde {X}}} も閉埋入である。
（局所）有限型（finite type (locally)）
射 f : Y → X が局所有限型とは、{\displaystyle X} にアフィン開集合 {\displaystyle {\text{Spec }}B} による被覆があり、 それぞれの逆像 {\displaystyle f^{-1}({\text{Spec }}B)} がアフィン開集合 {\displaystyle {\text{Spec }}A} により被覆され、 全ての {\displaystyle A} が {\displaystyle B} 代数として有限生成であること。射 f : Y → X が有限型とは、{\displaystyle X} にアフィン開集合 {\displaystyle {\text{Spec }}B} による被覆があり、全ての逆像 {\displaystyle f^{-1}({\text{Spec }}B)} が有限個のアフィン開集合 {\displaystyle {\text{Spec }}A} により被覆され、それぞれの {\displaystyle A} が {\displaystyle B} 代数として有限生成であること。
局所一意化（local uniformization）
局所一意化は、付値環を使って弱い形での特異点解消を構成する方法。
局所的（local）
スキームの重要な性質の多くは局所的な性格を持っている。つまり、スキーム X がある性質 P を持つのは、X の開部分スキーム Xi による任意の被覆 X= {\displaystyle \cup } Xi において全ての Xi が性質 P を持つとき、かつそのときに限る。普通は、１つの被覆についてチェックすれば十分で、全てについてチェックする必要はない。ザリスキー位相とエタール位相のような他の位相を区別したいときは、ザリスキー局所的な性質ともいう。スキーム X とアフィン開部分スキーム Spec Ai による被覆を考える。環とアフィン・スキームの対応を使うと、局所的性質とは環 Ai の性質である。性質 P が上述の意味で局所的であるのは、対応する環の性質が局所化に関して閉じているとき、かつそのときに限る。例えば、ネーター環のスペクトルで被覆されるものを局所ネータースキームという。ネーター環の局所化は再びネーターであることから、局所ネーターというスキームの性質は上述の意味で局所的である（なのでこの名前がつけられている）。もう１つの例は、環が被約（ゼロでない冪零元を持たないこと）であることである。被約なら、その局所化もそうである。非局所的な性質の例は、分離性である（定義は後述 #分離的）。任意のアフィンスキームは分離的なので、任意のスキームは局所的には分離的である。しかし、アフィンスキームを病的な方法で貼り合わせると非分離的なスキームができあがる。次は、スキームに適用される環の局所的性質の（網羅的ではない）一覧である。X ={\displaystyle \cup } Spec Ai をスキームのアフィン開部分スキームによる被覆とする。簡単のために、以下では k を体とする。ほとんどの例は底が整数環 Z でも、あるいはより一般の底でも通用する。連結、既約、被約、整、正規、正則、コーエン・マコーレイ、局所ネーター、次元、鎖状。
局所完全交叉（local complete intersection）
局所環が完全交叉環であること。正則な埋込みも参照。
局所ネーター（locally Noetherian）
Ai がネーター環。加えて、有限個のそのようなアフィンスペクトルで X を被覆することができるとき、スキームはネーターであるという。ネーター環のスペクトルはネーター的位相空間であるが、逆は正しくない。例えば、有限次元の代数幾何学におけるほとんどのスキームは局所ネーターであるが、{\displaystyle GL_{\infty }=\cup GL_{n}} はそうではない。
局所分解的（locally factorial）
局所環が一意分解環であること。
局所有限型（locally of finite type）
射 f : Y → X が局所有限型とは、{\displaystyle X} にアフィン開集合 {\displaystyle {\text{Spec }}B} による被覆があり、 逆像 {\displaystyle f^{-1}({\text{Spec }}B)} はそれぞれアフィン開集合 {\displaystyle {\text{Spec }}A}によって被覆され、{\displaystyle A} は {\displaystyle B} 代数として有限生成であること。
曲線（curve）
1次元代数多様体。
曲面（surface）
2次元の代数多様体。
巨大（big）
n  次元 X 上の巨大な直線束 L とは、{\displaystyle \displaystyle \limsup _{l\to \infty }\operatorname {dim} \Gamma (X,L^{l})/l^{n}>0} が成り立つ直線束のこと。
クォートスキーム（Quot scheme）
クォートスキームは、射影スキーム上の局所自由層の商をパラメトライズする。
グラウエルト・リーメンシュナイダー消滅定理（Grauert–Riemenschneider vanishing theorem）
グラウエルト・リーメンシュナイダー消滅定理は小平消滅定理を高次順像層に拡張したもの。https://arxiv.org/abs/1404.1827 も参照。
倉西写像（Kuranishi map）
倉西構造参照。
クレパント（crepant）
正規多様体の間の射 {\displaystyle f:X\to Y} がクレパント射であるとは、{\displaystyle f^{*}\omega _{Y}=\omega _{X}} が成り立つこと。
グロタンディークの消滅定理（Grothendieck's vanishing theorem）
グロタンディークの消滅定理は局所コホモロジーに関するもの。
群スキーム（group scheme）
群スキームとは、スキームであってその点の集合が群の構造を持つもの。
群多様体（group variety）
"滑らかな"代数群の古い呼び方。
形式（formal）
形式スキーム参照。
ケンプ消滅定理（Kempf vanishing theorem）
ケンプ消滅定理は旗多様体の高次コホモロジーの消滅に関するもの。
コーエン・マコーレイ（Cohen–Macaulay）
スキームがコーエン・マコーレイとは、全ての局所環がコーエン・マコーレー環であること。例：正則スキームと Spec k[x,y]/(xy) はコーエン・マコーレイ。はコーエン・マコーレイではない。
小平次元（Kodaira dimension）
1. 半豊富な直線束 L の小平次元（飯高次元とも呼ばれる）とは、L の切断環の Proj の次元のこと。
2. 正規多様体 X の小平次元とは、その標準層の小平次元のこと。
小平消滅定理（Kodaira vanishing theorem）
「小平消滅定理」参照。
コックス環（Cox ring）
斉次座標環の一般化。「コックス環」参照。
固有（proper）
射が固有とは、分離的かつ絶対閉（任意のファイバー積が閉写像であること）かつ有限型であること。射影的射は固有である。しかし逆は一般には正しくない。「完備多様体」も参照。固有射の深い性質の1つはシュタイン分解の存在である。つまり、ある中間的なスキームが存在して、このスキームへの連結ファイバーを持つ射と有限射に分解できる。
ゴレンシュタイン（Gorenstein）
1. ゴレンシュタイン・スキームとは、局所ネータースキームであってその局所環がゴレンシュタイン環であるもの。
2. 正規多様体が ℚ-ゴレンシュタインとは、標準因子が ℚ-カルティエであること（コーエン・マコーレイである必要はない）。
3. 標準因子がカルティエのときに正規多様体をゴレンシュタインと呼ぶ人もいる。これは 1. とは不整合な使い方。
コンパクト化（compactification）
例えば「永田のコンパクト化定理」参照。

## さ行
鎖状（catenary）
スキームが鎖状とは、2つの既約な閉部分スキームの間の鎖が全て同じ長さであること。体上の多様体などほぼ全てがこれであり、鎖状でない例を作るのは困難。
ザリスキー・リーマン空間（Zariski–Riemann space）
ザリスキー・リーマン空間とは、局所環付き空間であって、その点が付値環であるもの。
算術種数（arithmetic genus）
r 次元射影多様体 X の算術種数とは、{\displaystyle (-1)^{r}(\chi ({\mathcal {O}}_{X})-1)} のこと。
次元（dimension）
次元は、既約閉部分スキームの鎖の最大の長さと定義される、大域的な性質である。スキームが既約であれば局所的である。これは位相にのみ依存し、構造層には依存しない。「大局次元」も参照。例：同次元スキームは、次元 0 のものはアルティンスキーム、1 のものは代数曲線、2 のものは代数曲面。
次数（degree）
1. 完備多様体上の直線束 L の次数は、整数 d で {\displaystyle \chi (L^{\otimes m})={d \over n!}m^{n}+O(m^{n-1})} が成り立つもの。
2. 体 k 上の完備多様体 {\displaystyle f:X\to \operatorname {Spec} k} 上のサイクル x の次数は {\displaystyle f_{*}(x)\in A_{0}(\operatorname {Spec} k)=\mathbb {Z} }。
3. 有限射の次数については「代数多様体の射#有限射の次数」参照。
支配的（dominant）
射 f : X → Y が支配的とは、像 f(X) が稠密であること。アフィンスキームの射 Spec A → Spec B が稠密であることと、対応する写像 B → A の核が B のベキ零根基に含まれることは同値。
射（morphism）
1. 多様体の射は局所的に多項式
2. スキームの射は局所環付き空間としての射
3. スタックの（S スキームの圏上の）射 {\displaystyle f:F\to G} とは、{\displaystyle P_{G}\circ f=P_{F}} となる関手のこと。ここで {\displaystyle P_{F},P_{G}} は基底の圏への構造写像。
ジャーブ（gerbe）
ジャーブとは、おおまかに言うとスタックであって局所的に空ではなく中の2つの対象が局所同型であるようなもの。
射影公式（projection formula）
射影公式とは、与えられた、スキームの射 {\displaystyle f:X\to Y}、{\displaystyle {\mathcal {O}}_{X}} 加群 {\displaystyle {\mathcal {F}}}、有限階数の局所自由 {\displaystyle {\mathcal {O}}_{Y}} 加群 {\displaystyle {\mathcal {E}}} に対して、自然同型
{\displaystyle f_{*}(F\otimes f^{*}E)=(f_{*}F)\otimes E}
が成り立つという公式である。一言でいうと、{\displaystyle f_{*}} は局所自由層の作用に関して線形である。
射影束（projective bundle）
E をスキーム X 上の局所自由層とする。E の射影束 P(E) とは、E の双対の対称代数の大域的 Proj
{\displaystyle \mathbf {P} (E)=\mathbf {Proj} (\operatorname {Sym} _{{\mathcal {O}}_{X}}(E^{\vee }))}
のこと。この定義が今では標準的なもの（例えば、フルトンの『Intersection theory』）であるが、EGA やハーツホーンにおけるものとは異なる。これらでは双対を取っていない。
射影的（projective）
1. 射影多様体は、射影空間の閉部分代数多様体のこと。
2. スキーム S 上の射影スキームとは、S スキームであって構造射がある射影空間 {\displaystyle \mathbf {P} _{S}^{N}\to S} の閉部分スキームを介して分解できるもののこと。
3. 射影的射はアフィン射と同様に定義される。f : Y → X が射影的とは、射影空間 {\displaystyle \mathbb {P} _{X}^{n}:=\mathbb {P} ^{n}\times _{\mathrm {Spec} \mathbb {Z} }X} への閉埋入とこの射影空間から {\displaystyle X} への射影に分解できることをいう。この定義は EGA II.5.5.2. における定義より制約の強いものである。後者では、{\displaystyle f} が射影的であることを、準連接次数付き OX 代数 {\displaystyle {\mathcal {S}}}の大域的 Proj で、しかも {\displaystyle {\mathcal {S}}_{1}} が有限生成かつこれにより {\displaystyle {\mathcal {S}}} が生成されることと定義している。{\displaystyle X} がアフィン、あるいはより一般に準コンパクトかつ分離的かつ豊富層が存在するならば、2つの定義は一致する。例えば、{\displaystyle X} が環 {\displaystyle A} 上の射影空間 {\displaystyle \mathbb {P} _{A}^{n}} の開部分スキームの場合などである。
射影的に正規（projectively normal）
「#正規」参照。
弱正規（weakly normal）
スキームが弱正規とは、自身への有限な双有理射が同型写像になること。
終（final）
グロタンディークの基本的なアイデアの１つは、関係性を重視すること、つまりスキームそれ自身ではなく射を考えることであった。スキームの圏は整数環 {\displaystyle \mathbb {Z} } のスペクトルを終対象として持つ。したがって、任意のスキーム {\displaystyle S} は一意的な方法で {\displaystyle {\textrm {Spec}}(\mathbb {Z} )} 上にある。
シューベルト（Schubert）
1. シューベルト・セルとは、グラスマン多様体 {\displaystyle \operatorname {Gr} (d,n)} 上の、標準的なボレル部分群 B（上三角行列のなす群）の軌道のこと。
2. シューベルト多様体とは、シューベルト・セルの閉包のこと。
種数（genus）
「#算術種数」と「#幾何種数」参照。
種数公式（genus formula）
射影平面の中の結節曲線についての種数公式とは、曲線の種数は
{\displaystyle g=(d-1)(d-2)/2-\delta }
で計算できるという公式。ここで、d は曲線の次数、δ は結節点の数（曲線が滑らかなら0）である。
準コンパクト（quasi-compact）
射 f : Y → X が準コンパクトとは、ある（全て、と言っても同じこと） X のアフィン開被覆 Ui = Spec Bi が存在して、原像 f−1(Ui) が準コンパクトになること。
純次元（pure dimension）
スキームが純次元 d を持つとは、各既約成分の次元が d であること。
準射影（quasi-projective）
準射影多様体とは、局所的に閉な射影空間の部分代数多様体のこと。
準分離的（quasi-separated）
射 f : Y → X が準分離的（ Y は  X 上準分離的ともいう）とは、対角射 Y → Y ×XY が準コンパクトであること。スキーム Y が準分離的とは、Y が Spec(Z) 上準分離的であること。
準有限（quasi-finite）
射 f : Y → X が有限ファイバーとは、全ての点 {\displaystyle x\in X} のファイバーが有限集合であること。射が準有限とは、有限型かつ有限ファイバーであること。
準連接（quasi-coherent）
ネータースキーム X 上の準連接層とは、OX 加群の層で局所的に加群で与えられるもののこと。
商スタック（quotient stack）
商スタックは、スキームや多様体の商を一般化したもの。通常 [X/G] と表記される。
随伴公式（adjunction formula）
1. X を代数多様体、D をその上の有効なカルティエ因子とし、ともに双対化層 {\displaystyle \omega _{D},\omega _{X}} があったとする。このとき、
{\displaystyle \omega _{D}=(\omega _{X}\otimes {\mathcal {O}}_{X}(D))|_{D}}
が成り立つ。これを随伴公式という。
2. X と D が滑らかであれば、この公式は次と同値:
{\displaystyle K_{D}=(K_{X}+D)|_{D}}
ここで {\displaystyle K_{D},K_{X}} は D と X の標準因子。
スキーム（scheme）
スキームとは、局所的には可換環のスペクトルである局所環付き空間のこと。
スタック（stack）
スタックは自己同型を持つ点の集合をパラメトライズする。
整（integral）
被約かつ既約なスキームは整と呼ばれる。局所ネータースキームに対しては、整であることと整域のスペクトルで被覆できる連結スキームであることは同値である。（厳密に言えば、2つの整スキームの非交和は整ではないので、これは局所的性質ではない。しかし、既約なスキームについては、これは局所的性質である。）例：スキーム Spec k[t]/f は f が既約多項式なら整。Spec A×B は（A, B ≠ 0 なら）整ではない。
正規（normal）
1. 局所環が整閉整域である整スキームのことを正規という。例えば、全ての正則スキームは正規だが、特異点のある曲線は正規ではない。
2. 滑らかな曲線 {\displaystyle C\subset \mathbf {P} ^{r}} が k 正規とは、次数 k の超曲面が完備線形系 {\displaystyle |{\mathcal {O}}_{C}(k)|} を切断すること。全ての k > 0 に対して k 正規であるとき、射影的に正規という。"曲線は、埋め込みに対応する線形系が完備であるとき射影的に正規"といってもいい。"線形正規"は 1 正規と同義。
3. 閉部分代数多様体 {\displaystyle X\subset \mathbf {P} ^{r}} が射影的に正規とは、X 上のアフィン被覆が正規スキームであること。つまり、X の斉次座標環が整閉整域であること。これは 2. における定義と整合的である。
正規交差（normal crossings）
「正規交差」参照。
正規生成（normally generated）
代数多様体 X 上の直線束 L が正規生成とは、全ての整数 n > 0 に対し自然な写像 {\displaystyle \Gamma (X,L)^{\otimes n}\to \Gamma (X,L^{\otimes n})} が全射であること。
性質P（property P）
P をスキームの性質で、基底変換してもこの性質が失われないようなものとする。例えば、"有限型"、"固有"、"滑らか"、"エタール"などである。このとき、表現可能な射 {\displaystyle f:F\to G} が性質 P を持つとは、任意の {\displaystyle B\to G} （B はスキーム）に対して、基底変換 {\displaystyle F\times _{G}B\to B} が性質 P を持つことをいう。
生成点（generic point）
稠密な点。
正則（regular）
正則スキームとは、局所環が正則局所環であるスキームのこと。例：体上の滑らかな代数多様体は正則。一方、Spec k[x,y]/(x2+x3-y2)== は正則ではない。
正則関数（regular function）
代数多様体からアフィン直線への射。
正則埋入（regular embedding）
閉埋入 {\displaystyle i:X\hookrightarrow Y} が正則埋入であるとは、X の任意の点に対して Y のあるアフィン近傍が存在し、そこにおける X のイデアルが正則列で生成されること。i が正則埋入なら、i の余法層、つまり X のイデアル層を {\displaystyle {\mathcal {I}}} と置くと {\displaystyle {\mathcal {I}}/{\mathcal {I}}^{2}} で定義される層は局所自由である。
セール双対性（Serre duality）
「#双対化層」参照。
セールの条件 Sn（Serre's conditions Sn）
セールの正規性条件参照。https://mathoverflow.net/q/22228 も参照。
絶対（強、普遍的）（universally）
射がある性質を絶対的に（もしくは強く、普遍的に）持つとは、その射の全ての基底変換が同じ性質を持つことを言う。例：強鎖状、絶対閉射（普遍的閉と訳されることもある）。
切断環（section ring）
スキーム X 上の直線束 L の切断環（切断の環ともいう）とは、次数付き環 {\displaystyle \oplus _{0}^{\infty }\Gamma (X,L^{n})} のこと。
接ベクトル空間（tangent space）
「ザリスキー接空間」参照。
線形化（linearization）
同変層/ベクトル束の構造についての他の言い方。
像（image）
f : Y → X をスキームの射としたとき、f のスキーム論的像とは、次の普遍性を満たす一意に定まる閉部分スキーム i : Z → X のことをいう。
1. f は i を経由する
2. j : Z′ → X を X の任意の閉部分スキームで f が j を経由するものとしたとき、i もまた j を経由する

この概念は f の通常の集合論的像 f(Y) とは異なる。例えば、Z の基礎位相空間は常に X における f(Y) のザリスキー閉包を含む（が必ずしも一致しない）。それゆえ、Y が X の任意の開（そして閉ではない）部分スキームで f が包含写像なら、Z は f(Y) とは異なる。Y が被約なら、Z は被約閉部分スキームの構造をいれた f(Y) のザリスキー閉包になる。しかし一般的には、f が準コンパクトでない限り Z の構成は X 上局所的ではない。
双対化層（dualizing sheaf）
純次元 n の射影的なコーエン・マコーレイ・スキーム上の双対化層とは、X 上の連接層{\displaystyle \omega } であって X 上の任意の局所自由層 F に対して
{\displaystyle H^{n-i}(X,F^{\vee }\otimes \omega )\simeq H^{i}(X,F)^{*}}
を満たすもの。X が滑らかな射影多様体の場合には、標準層がこれにあたる。
双対化複体（dualizing complex）
「連接双対性」参照。
双有理射（birational morphism）
双有理射とは、スキームの射で、ある稠密な開部分集合に制限すると同型写像となるもの。ブローアップが典型例。

## た行
大域切断によって生成される層（sheaf generated by global sections）
大域切断の集合で全ての点における層の茎が張られる層のこと。「加群の層」参照。
退化（degeneration）
1. スキーム X がスキーム {\displaystyle X_{0}}（X の極限という）に退化するとは、生成ファイバー（一般ファイバーとも）が X かつ特殊ファイバーが {\displaystyle X_{0}} であるようなスキーム {\displaystyle \pi :Y\to \mathbf {A} ^{1}} が存在することをいう。
2. 平坦退化は、{\displaystyle \pi } が平坦であるような退化のこと。
退化軌跡（degeneracy locus）
代数多様体 X 上のベクトル束の写像 {\displaystyle f:E\to F} （束の全空間の間の X 射のこと）が与えられたとき、退化軌跡とは次の（スキーム論的な）軌跡のことをいう。
{\displaystyle X_{k}(f)=\{x\in X|\operatorname {rk} (f(x))\leq k\}}
対称多様体（symmetric variety）
対称空間の類似物。「対称多様体」参照。
対数幾何学（logarithmic geometry）
対数構造（log structure）
対数構造参照。フォンテーヌ、イリュジー、加藤によるもの。
代数幾何学（algebraic geometry）
代数幾何学は代数方程式の解を研究する数学の分野。
代数幾何原論（EGA）（Éléments de géométrie algébrique）
代数幾何原論（EGA）は、代数多様体の一般化であるスキームの概念を用いて代数幾何学の基礎を構築しようとした、未完に終わった試みである。Séminaire de géométrie algébrique では EGA で扱われなかったものが取り上げられている。代数幾何学の標準的な参考文献の１つ。
代数空間（algebraic space）
代数空間は、スキームのエタール同値関係による商のこと。
代数群（algebraic group）
代数群は、群でもある代数多様体で、群演算が多様体の射となっているもののこと。
代数多様体（algebraic variety）
体 k 上の代数多様体とは、{\displaystyle \operatorname {Spec} (k)} 上有限型かつ整かつ分離的なスキーム。k が代数的閉体と仮定しない場合には少し病的なことが起こる。例えば、{\displaystyle \operatorname {Spec} \mathbb {C} \times _{\mathbb {R} }\operatorname {Spec} \mathbb {C} } は、座標環 {\displaystyle \mathbb {C} \otimes _{\mathbb {R} }\mathbb {C} } が整域ではないので多様体ではなくなる。
代数多様体のグロタンディーク環（Grothendieck ring of varieties）
代数多様体のグロタンディーク環とは、代数多様体の同型類で生成される自由アーベル群を関係式
{\displaystyle [X]=[Z]+[X-Z]}
で割ったもの。ここで Z は代数多様体 X の閉部分代数多様体である。乗法は
{\displaystyle [X]\cdot [Y]=[X\times Y].}
と定義する。
代数的集合（algebraic set）
体 k 上の代数的集合は、{\displaystyle \operatorname {Spec} (k)} 上有限型な被約かつ分離的なスキームのこと。既約な代数的集合は代数多様体と呼ばれる。
代数的スキーム（algebraic scheme）
体上有限型で分離的なスキームのこと。代数多様体は被約かつ既約な代数的スキーム。
代数的ベクトル束（algebraic vector bundle）
有限階数の局所自由層。
楕円曲線（elliptic curve）
楕円曲線とは、種数 1 の滑らかな射影曲線のこと。
多重種数（plurigenus）
滑らかな射影多様体の第 n 多重種数とは、{\displaystyle \dim \Gamma (X,\omega _{X}^{\otimes n})} のこと。ホッジ数も参照。
多様体（variety）
代数多様体と同じ意味。
単純（simple）
「単純点」は「滑らかな点」の古い言い方。
チャウ群（Chow group）
滑らかな多様体 X の k 次チャウ群 {\displaystyle A_{k}(X)} は、k 次元閉部分代数多様体で生成された自由アーベル群（k サイクルの群）を有理同値で割ったもの。
中心ファイバー（central fiber）
1. 特殊ファイバーのこと。
超楕円（hyperelliptic）
曲線が超楕円曲線とは、g12 であること（つまり、次元 1 かつ次数 2 の線形系が存在すること）
超平面束（hyperplane bundle）
セールのねじり層 {\displaystyle {\mathcal {O}}_{X}(1)} の別名。これはトートロジー的直線束の双対でもあるので、こう呼ばれる。
定理（theorem）
「ザリスキーの主定理」、「形式関数定理」、「コホモロジー基底変換定理」、「Category:代数幾何学の定理」などを参照。
点（point）
スキーム {\displaystyle S} は局所環付き空間なので、基礎となる位相空間を持っている。しかし {\displaystyle S} の点には次の三種類の意味がある。
1. 基礎位相空間の点 {\displaystyle P}。
2. {\displaystyle S} の {\displaystyle T} 値点。{\displaystyle T} は任意のスキーム。{\displaystyle T} から {\displaystyle S} への射のこと。
3. 幾何学的点。{\displaystyle S} が体 {\displaystyle K} の {\displaystyle {\textrm {Spec}}(K)} 上定義され（かつこれへの射を備えており）ているとき、{\displaystyle K} の代数的閉包 {\displaystyle {\overline {K}}} のスペクトラム {\displaystyle {\textrm {Spec}}({\overline {K}})} から {\displaystyle S} への射へのことをいう。

幾何学的点が古典的な意味での点に最も近いもので、例えば複素多様体であるような代数多様体の場合、これが通常の意味での点に対応する。基礎空間の点 {\displaystyle P} は（ザリスキーやアンドレ・ヴェイユの意味での）生成点の類似物も含んでいる。これは通常の意味での点に特殊化できる。{\displaystyle T} 値点は、米田の補題により {\displaystyle S} を表現可能関手 {\displaystyle h_{S}} だと思う方法である。古くから、射影幾何学では元の対象を改善し幾何学を単純化するために点を付け加えるということを行ってきた。例えば、複素数の点を付け加え、無限遠直線を付け加えてきた。{\displaystyle T} 値点はこれをさらに大きく進めたものである。広く普及しているグロタンディークのアプローチの一部として、射のファイバーにも対応する3つの概念がある。1つ目は素朴な点の逆像に対応する。残りの2つは、2つの射のファイバー積により対応するものが得られる。例えば、射 {\displaystyle S^{\prime }\to S}の幾何学的ファイバーは
{\displaystyle S^{\prime }\times _{S}{\textrm {Spec}}({\overline {K}})}
である。スキームのファイバー積は代数のテンソル積（アフィンスキームの場合のファイバー積はテンソル積により得られる）の一般化であり、（一度理解してしまえば）とても便利に使える演算である。
同変交叉理論（equivariant intersection theory）
http://www.math.ubc.ca/~behrend/cet.pdf の chapter II 参照。
導来代数幾何学（derived algebraic geometry）
可換環の代わりに（commutative）ring spectraを使う代数幾何学。導来代数幾何学参照。
トートロジー的直線束（tautological line bundle）
射影スキーム X のトートロジー的直線束とは、セールのねじり層 {\displaystyle {\mathcal {O}}_{X}(1)} の双対のこと。つまり {\displaystyle {\mathcal {O}}_{X}(-1)}。
トーラス（torus）
分裂トーラスとは、有限個の乗法群 {\displaystyle \mathbb {G} _{m}} の積のこと。
トーラス埋込み（torus embedding）
トーリック多様体の古い言い方。
トーリック多様体（toric variety）
トーリック多様体とは、トーラスの作用を持つ正規多様体であって、トーラスを稠密な開集合軌道として持つもの。
特異点解消（resolution of singularities）
スキーム X の特異点解消とは、固有な双有理射 {\displaystyle \pi :Z\to X} であって Z が滑らかなであるもの。
特殊（special）
滑らかな曲線 C 上の因子 D が特殊とは、特殊指数と呼ばれる数値 {\displaystyle h^{0}({\mathcal {O}}(K-D))} が正であること。
トロピカル幾何学（tropical geometry）
区分的に線形な代数幾何学の一種。「トロピカル幾何学」参照。

## な行
滑らかな（smooth）
1.
エタール射の高次元類似物が滑らかな射。滑らかな射には多くの同値な定義がある。次は射 f : Y → X が滑らかであることの同値な定義。
1) 任意の y ∈ Y に対し y のアフィン開近傍 V と x=f(y) のアフィン開近傍 U が存在し、f を V に制限したものは U 上のアフィン n 空間 へのエタール射と射影の合成でかける。
2) f は平坦かつ局所的に有限表示かつ Y の全ての幾何学的点 {\displaystyle {\bar {y}}}（代数的閉体のスペクトル {\displaystyle k({\bar {y}})} から Y への射）に対し幾何学的ファイバー {\displaystyle X_{\bar {y}}:=X\times _{Y}\mathrm {Spec} (k({\bar {y}}))} は {\displaystyle k({\bar {y}})} 上の（古典的な代数幾何学での意味で）滑らかな n 次元多様体。
2. 完全体 k 上の滑らかなスキームとは、k 上局所有限型の正則スキーム X のこと。
3. 体 k 上の滑らかなスキームとは、幾何的に滑らか、つまり {\displaystyle X\times _{k}{\overline {k}}} が滑らかなスキーム X のこと。
ネフ（nef）
ネフ直線束参照。

## は行
旗多様体（flag variety）
旗多様体はベクトル空間の旗をパラメトライズするもの。
反射的層（reflexive sheaf）
連接層が反射的とは、2回双対をとった層への標準写像が同型写像になること。
ピカール群（Picard group）
X のピカール群とは、X 上の直線束の同型類全体にテンソル積で乗法を定義した群のこと。
非常に豊富（very ample）
多様体 X 上の直線束 L が非常に豊富とは、ある X の射影空間への埋め込みが存在して、L は射影空間上のセールのねじり層 O(1) の制限になっていること。
非特異（nonsingular）
"滑らか"の古風な言い方。滑らかなスキームにおけるのと同様。
被約（reduced）
1. 可換環 {\displaystyle R} が被約とは、非零なベキ零元を持たない、つまりベキ零根基が零イデアルである {\displaystyle {\sqrt {(0)}}=(0)} こと。{\displaystyle R} が被約とは {\displaystyle \operatorname {Spec} (R)} が被約スキームであること、と言い換えることもできる。
2. スキーム X が被約とは、その茎 {\displaystyle {\mathcal {O}}_{X,x}} が被約環であること。X が被約とは、各開部分集合 {\displaystyle U\subset X} に対して {\displaystyle {\mathcal {O}}_{X}(U)} が被約環であること、つまり {\displaystyle X} は非零なベキ零切断を持たないこととも言い換えられる。
表現可能な射（representable morphism）
スタックの射 {\displaystyle F\to G} で、スキーム B からの任意の射 {\displaystyle B\to G} に対して基底変換 {\displaystyle F\times _{G}B} が代数空間であるもの。"代数空間"を"スキーム"で置き換えた主張が成り立つとき、強表現可能という。
標準（canonical）
1. n 次元正規多様体 X 上の標準層とは、{\displaystyle \omega _{X}=i_{*}\Omega _{U}^{n}} のこと。ここで、i は滑らかな部分 U の包含写像で、{\displaystyle \Omega _{U}^{n}} は U 上の n 次の微分形式の層。基礎体の標数が 0 なら、正規性を仮定する代わりに i を特異点解消で置き換えてもよい。
2. 正規多様体 X 上の標準因子類 {\displaystyle K_{X}} は、{\displaystyle {\mathcal {O}}_{X}(K_{X})=\omega _{X}} となるような因子類のこと。
3. 標準因子は、標準因子類 {\displaystyle K_{X}} の代表元。これも同じ記号で表される。well-defined ではない。
4. 正規多様体 X の標準環は、標準層の切断から得られる環。
標準モデル（canonical model）
標準モデルは標準環（有限生成と仮定）の Proj。
ヒルベルト多項式（Hilbert polynomial）
体上の射影スキーム X のヒルベルト多項式とは、オイラー標数 {\displaystyle \chi ({\mathcal {O}}_{X}(s))} のこと。
ファイバー（fiber）
スキームの射 {\displaystyle f:X\to Y} が与えられたとき、y 上の f のファイバーとは、集合としての原像 {\displaystyle f^{-1}(y)=\{x\in X|f(x)=y\}} のこと。ファイバー積 {\displaystyle X\times _{Y}\{y\}} として y の剰余体上のスキームとして自然な構造を持つ。ここで、y の剰余体の Spec である {\displaystyle \{y\}} は、自然に Y 上のスキームとしての構造を持っている。
ファイバー積（fiber product）
1. 圏論における「引き戻し」の別名。
2. 与えられた {\displaystyle f:F\to G,g:H\to G} に対するスタック {\displaystyle F\times _{G}H}。これの B 上の対象は3つ組 (x,y, ψ) で、x は F(B) に含まれるもの、y は H(B) に含まれるもの、ψ は G(B) における同型写像 {\displaystyle f(x){\overset {\sim }{\to }}g(y)} である。(x,y,ψ) から (x' ,y' ,ψ') への射は射の組 {\displaystyle \alpha :x\to x',\beta :y\to y'} であって {\displaystyle \psi '\circ f(\alpha )=g(\beta )\circ \psi } を満たすものである。自然な射影による四角形の図式は可換ではないが、自然な同型による違いを除いて可換、つまり2可換である。
ファノ（Fano）
ファノ多様体とは、滑らかな射影多様体 X であって反標準層 {\displaystyle \omega _{X}^{-1}} が豊富であるもの。
不分岐（unramified）
{\displaystyle y} を {\displaystyle Y} の点とし、局所環の射
{\displaystyle f^{\#}\colon {\mathcal {O}}_{X,f(y)}\to {\mathcal {O}}_{Y,y}}
を考える。{\displaystyle {\mathfrak {m}}} を {\displaystyle {\mathcal {O}}_{X,f(y)}} の極大イデアルとし、
{\displaystyle {\mathfrak {n}}=f^{\#}({\mathfrak {m}}){\mathcal {O}}_{Y,y}}
を {\displaystyle {\mathfrak {m}}} の {\displaystyle {\mathcal {O}}_{Y,y}} における像で生成されたイデアルとする。射 {\displaystyle f} が不分岐（resp. G 不分岐）とは、局所有限型（resp. 局所有限表示）かつ {\displaystyle Y} の全ての点 {\displaystyle y} に対して {\displaystyle {\mathfrak {n}}} が {\displaystyle {\mathcal {O}}_{Y,y}} の極大イデアルで、誘導される写像
{\displaystyle {\mathcal {O}}_{X,f(y)}/{\mathfrak {m}}\to {\mathcal {O}}_{Y,y}/{\mathfrak {n}}}
が有限次分離拡大であることを言う。これは代数的整数論における不分岐拡大の幾何学版であり、一般化にもなっている。
部分スキーム（subscheme）
特に条件をつけず X の部分スキームと言ったときは、X の開部分スキームの閉部分スキームのこと。
普遍（universal）
1. モジュライ関手 F があるスキームもしくは代数空間 M で表現可能であったとき、普遍対象とは F(M) の要素で恒等射 M → M（これは M の M 値点である）に対応するもののこと。F の値が（付加的な構造とセットの）曲線の同型類なら、普遍対象は普遍曲線（万有曲線という訳語もある）ともいう。トートロジー束も普遍対象の例の1つと言える。
2. {\displaystyle {\mathcal {M}}_{g}} を種数 g の滑らかな射影曲線のモジュライ空間、{\displaystyle {\mathcal {C}}_{g}={\mathcal {M}}_{g,1}} を種数 g の1標点付きの滑らかな射影曲線のモジュライ空間とする。忘却写像
{\displaystyle \pi :{\mathcal {C}}_{g}\to {\mathcal {M}}_{g}}
を普遍曲線と呼んでいる文献も多い。
プリュッカー埋め込み（Plücker embedding）
プリュッカー埋め込みとは、グラスマン多様体の射影空間への閉埋入のこと。
ブロー・アップ（blow-up）
ブロー・アップは、閉部分スキームを有効なカルティエ因子に置き換える双有理変換。正確には、ネータースキーム X の閉部分スキーム {\displaystyle Z\subset X} に対し、Z に沿っての X のブロー・アップとは、固有射 {\displaystyle \pi :{\widetilde {X}}\to X} で (1) {\displaystyle \pi ^{-1}(Z)\hookrightarrow {\widetilde {X}}} が有効なカルティエ因子（例外因子と呼ばれる）で、(2) {\displaystyle \pi } は(1)に関して普遍となるもの。具体的には、Z に対応するイデアル層についての {\displaystyle O_{X}} のリース代数の相対的な Proj をとることにより作られる。
分離的（separated）
分離射とは、射 {\displaystyle f} であって {\displaystyle f} と {\displaystyle f} のファイバー積の対角線が閉部分スキームとなるもの。対角射が閉埋入である、とも言い換えられる。
分類スタック（classifying stack）
トルソ (代数幾何学)についての分類空間の代数幾何における類似物。分類スタック参照。
閉（closed）
スキーム X の閉部分スキームとは次のように作られるもの。J を {\displaystyle {\mathcal {O}}_{X}} イデアルである準連接層とする。商層 {\displaystyle {\mathcal {O}}_{X}/J} の台は X の閉部分集合 Z であり、{\displaystyle (Z,({\mathcal {O}}_{X}/J)|_{Z})} はスキームになる。これを準連接イデアル層 J により定義される閉部分スキームという。開部分集合と違って閉部分スキームの定義がこのような構成による理由は、スキームの閉部分集合の部分スキームとしての構造は複数あるからである。
平坦（flat）
射 {\displaystyle f} が平坦とは、茎に誘導される環準同型が平坦であること。射 f : Y → X を {\displaystyle X} の点でパラメータづけられたスキームの族と考えたとき、平坦性の幾何的な意味は、ファイバー {\displaystyle f^{-1}(x)} があまり乱暴には変化しないということ。
ベーレント関数（Behrend function）
（良い）スタック X のベーレント関数に関する重み付きオイラー標数は、X の仮想基本類の次数。
ベーレントの跡公式（Behrend's trace formula）
ベーレントの跡公式 はグロタンディークの跡公式を一般化したもの。ともに l 進コホモロジーのフロベニウスの跡を計算する公式。
偏極（polarization）
射影空間への埋め込み。
変形（deformation）
{\displaystyle S\to S'} をスキームの射、X を S スキームとする。S' スキーム X' が X の変形であるとは、X' の引き戻しが X であることをいう。X' が平坦であることを仮定することが多い。
ポアンカレ留数写像（Poincaré residue map）
ポアンカレ留数参照。
法（normal）
1. X をスキーム Y の閉部分スキーム、I を対応するイデアル層とする。X の法層とは、{\displaystyle (I/I^{2})^{*}={\mathcal {H}}om_{{\mathcal {O}}_{Y}}(I/I^{2},{\mathcal {O}}_{Y})} のこと。X の Y への埋め込みが正則なら、これは局所自由であり、法束と呼ばれる。
2. X への法錐とは、{\displaystyle \operatorname {Spec} _{X}(\oplus _{0}^{\infty }I^{n}/I^{n+1})} のこと。X が Y に正則に埋め込まれてるなら、法錐は X への法束の全空間 {\displaystyle \operatorname {Spec} _{X}({\mathcal {S}}ym(I/I^{2}))} と同型。
豊富（ample）
射影多様体上の直線束が豊富とは、何度かテンソル巾をとると非常に豊富になること。
ホッジ束（Hodge bundle）
（種数を固定した）曲線のモジュライ空間上のホッジ束とは、簡単にいうと、ベクトル束であって曲線 C 上のファイバーがベクトル空間 {\displaystyle \Gamma (C,\omega _{C})} であるもの。
本質的に有限型（essentially of finite type）
有限型スキームの局所化。

## ま行
埋入（immersion）
埋入 f : Y → X は部分スキームの同型写像を経由する写像のこと。開埋入は開部分スキームとの同型写像を経由するもの、閉埋入は閉部分スキームとの同型写像を経由するもの。f が閉埋入であることと、これが Y の基礎位相空間から X の基礎位相空間の閉部分集合への同相写像を誘導し射 {\displaystyle f^{\sharp }:{\mathcal {O}}_{X}\to f_{*}{\mathcal {O}}_{Y}} が全射になることは同値である。埋入の合成はまた埋入になる。書籍『Algebraic Geometry』（ハーツホーン著）や 『Algebraic Geometry and Arithmetic Curves』（Q. Liu著）では、開埋入に閉埋入を合成したものとして埋入を定義している。この意味での埋入は上述の意味での埋入になるが、逆は正しくない。更に、この定義のもとでは、2つの埋入の合成は必ずしも埋入とはならない。しかし、f が準コンパクトであれば、この2つの定義は同値である。なお、開埋入は位相空間の意味での像で完全に決まるが、閉埋入はそうではない。{\displaystyle \operatorname {Spec} A/I} と {\displaystyle \operatorname {Spec} A/J} は同相だが同型ではないことがある。例えば、I が J の根基で、J が根基イデアルではない場合など。スキームとしての構造に言及することなくスキームの閉部分集合に言及した場合には、いわゆる被約スキームの構造をいれて考えていることが多い。つまり、その閉部分集合で消える全ての関数からなる一意的な根基イデアルに対応するスキーム構造で考えている。
モジュライ（moduli）
例えばモジュライ空間参照。
森の極小モデルプログラム（Mori's minimal model program）
森の極小モデルプログラムは、3次元以上の代数多様体の双有理分類を目指す研究計画。

## や行
ヤコビ多様体（Jacobian variety）
射影曲線 X のヤコビ多様体とは、ピカール多様体 {\displaystyle \operatorname {Pic} (X)} の次数ゼロ部分のこと。
有限（finite）
射 f : Y → X が有限とは、{\displaystyle X} にアフィン開集合 {\displaystyle {\text{Spec }}B} による被覆があり、{\displaystyle f^{-1}({\text{Spec }}B)} がアフィンで、これを {\displaystyle {\text{Spec }}A} とかくと、{\displaystyle A} が {\displaystyle B} 上有限生成加群となっていること。有限射参照。有限射は準有限だが、有限なファイバーを持つ射は必ずしも準有限とは限らず、また有限型の射は多くの場合準有限ではない。
有限表示（finite presentation）
Y の点 y に対し、射 f が y で有限表示（y で有限に表示されるともいう）とは、f(y) のアフィン開近傍 U と y のアフィン開近傍 V が存在して、f(V) ⊆ U かつ {\displaystyle {\mathcal {O}}_{Y}(V)} が {\displaystyle {\mathcal {O}}_{X}(U)} 上有限表示代数であること。射 f が局所有限表示とは、Y の全ての点で有限表示であること。X が局所ネーターなら、f が局所有限表示であることと局所有限型であることは同値。射 f : Y → X が有限表示（Y は X 上有限表示ともいう）とは、局所有限表示かつ準コンパクトかつ準分離的であること。X が局所ネーターなら、f が有限表示であることと有限型であることは同値。
有限ファイバー（finite fibers）
射 f : Y → X が有限ファイバーを持つとは、任意の点 {\displaystyle x\in X} のファイバーが有限集合であること。射が準有限とは、有限型かつ有限ファイバーを持つこと。
有理（rational）
1. 代数的閉体上、代数多様体が有理であるとは、射影空間と双有理同値であること。例えば、有理曲線や有理曲面とは、{\displaystyle \mathbb {P} ^{1},\mathbb {P} ^{2}} と双有理同値であるもののこと。
2. 体 k と相対的なスキーム X → S に対し、X の k 有理点とは、S 射 {\displaystyle \operatorname {Spec} (k)\to X} のこと。
有理関数（rational function）
関数体 {\displaystyle k(X)=\varinjlim k[U]} の要素のこと。ここで、極限は（既約）代数多様体 X の開部分集合 U の座標環全てを渡るようにとる。函数体も参照。
有理正規曲線（rational normal curve）
有理正規曲線とは、次の写像の像のこと。
{\displaystyle \mathbf {P} ^{1}\to \mathbf {P} ^{d},\,(s:t)\mapsto (s^{d}:s^{d-1}t:\cdots :t^{d})}.
d = 3 のときはねじれ3次曲線ともいう。
有理特異点（rational singularities）
標数0の体上の代数多様体 X が有理特異点を持つとは、特異点解消 {\displaystyle f:X'\to X} であって {\displaystyle f_{*}({\mathcal {O}}_{X'})={\mathcal {O}}_{X}} かつ {\displaystyle R^{i}f_{*}({\mathcal {O}}_{X'})=0,\,i\geq 1} であるようなものが存在することをいう。

## ら行
リーマン・フルヴィッツの公式（Riemann–Hurwitz formula）
{\displaystyle \pi :X\to Y} を滑らかな射影曲線の間の分離的（separable）な有限射とする。{\displaystyle \pi } が馴分岐（暴分岐が無い）、例えば標数0の体上で考えているのであれば、π の次数と X と Y の種数と分岐指数を関係付けるリーマン・フルヴィッツの公式
{\displaystyle 2g(X)-2=\operatorname {deg} (\pi )(2g(Y)-2)+\sum _{y\in Y}(e_{y}-1)}
が成り立つ。今日では、この公式は π が馴分岐と仮定しなくても成り立つ次のより一般的な公式
{\displaystyle K_{X}\sim \pi ^{*}K_{Y}+R}
の帰結と理解されている。ここで、{\displaystyle \sim } は線形同値を表し、{\displaystyle R=\sum _{P\in X}\operatorname {length} _{{\mathcal {O}}_{P}}(\Omega _{X/Y})P} は相対余接層の因子（共役差積）{\displaystyle \Omega _{X/Y}} である。
リーマン・ロッホ公式（Riemann–Roch formula）
1. L を種数 g の滑らかな射影曲線上の次数 d の直線束とする。リーマン・ロッホ公式とは、L のオイラー標数が次で計算できるという公式。
{\displaystyle \chi (L)=d-g+1}
例えば、この公式から標準因子 K の次数は 2g - 2 であることが分かる。
2. グロタンディーク・リーマン・ロッホ公式はグロタンディークによる一般化。{\displaystyle \pi :X\to S} を滑らかな X と S の間の固有射とし、E を X 上のベクトル束としたとき、有理チャウ群における等式
{\displaystyle \operatorname {ch} (\pi _{!}E)\cdot \operatorname {td} (S)=\pi _{*}(\operatorname {ch} (E)\cdot \operatorname {td} (X))}
が成り立つというもの。ここで、{\displaystyle \pi _{!}=\sum _{i}(-1)^{i}R^{i}\pi _{*}}、{\displaystyle \operatorname {ch} } はチャーン指標、{\displaystyle \operatorname {td} } は接束のトッド類、{\displaystyle \pi _{*}} は（複素数体上であれば）ファイバー方向の積分である。基底 S が点、X が種数 g の滑らかな曲線、E が直線束 L であれば、左辺はオイラー標数になり、右辺は {\displaystyle \pi _{*}(e^{c_{1}(L)}(1-c_{1}(T^{*}X)/2))=\operatorname {deg} (L)-g+1} となる。
良商（good quotient）
群スキーム G 作用を持つスキーム X の良商とは、不変射 {\displaystyle f:X\to Y} であって {\displaystyle (f_{*}{\mathcal {O}}_{X})^{G}={\mathcal {O}}_{Y}} を満たすもの。
ループ群（loop group）
ループ群参照。この記事は代数幾何学でのループ群に触れてないので、ind-schemeも参照。
ルロン数（Lelong number）
ルロン数参照。
レベル構造（level structure）
http://math.stanford.edu/~conrad/248BPage/handouts/level.pdf 参照。
連結（connected）
スキームが連結とは、位相空間として連結であること。連結成分であることは既約成分であることよりも緩い条件であるため、任意の既約スキームは連結であるが、逆は正しくない。アフィンスキーム Spec(R) が連結であることと、環 R が 0 と 1 以外のベキ等元を持たないことは同値である。このような環も連結環という。例：アフィン空間と射影空間は連結スキーム。Spec(k[x]×k[x]) は連結ではない。
連接層（coherent sheaf）
ネータースキーム X 上の連接層とは、準連接層であって OX 加群として有限生成であるもの。

## 英数
F 正則（F-regular）
フロベニウス射に関係するもの。
G束（G-bundle）
主 G 束。
GIT商（GIT quotient）
GIT商 {\displaystyle X/\!/G} とは、{\displaystyle X=\operatorname {Spec} A} のときは {\displaystyle \operatorname {Spec} (A^{G})}、{\displaystyle X=\operatorname {Proj} A} のときは {\displaystyle \operatorname {Proj} (A^{G})} である。
grd.
曲線 C とその上の因子 D と部分ベクトル空間 {\displaystyle V\subset H^{0}(C,{\mathcal {O}}(D))} が与えられたとき、線形系 {\displaystyle \mathbb {P} (V)} が grd であるとは、V の次元が r+1 かつ D の次数が d であること。そのような線形系が存在するとき、C が grd を持つという。
klt（klt）
"川又ログ端末的"の省略形。
p 可除群（p-divisible group）
「p 可除群」参照。アーベル多様体の捩じれ点のようなもの。
Proj（Proj）
「Proj構成」参照。
Q-分解的（Q-factorial）
正規多様体が {\displaystyle \mathbb {Q} }-分解的とは、全ての {\displaystyle \mathbb {Q} }-ヴェイユ因子が {\displaystyle \mathbb {Q} }-カルティエであること。

## 記号
{\displaystyle \eta }
生成点。例：整アフィンスキームの零イデアルに対応する点。
F(n), F(D)
1. X を射影スキーム、{\displaystyle {\mathcal {O}}_{X}(1)} をセールのねじり層、F を {\displaystyle {\mathcal {O}}_{X}} 加群とする。{\displaystyle F(n)=F\otimes _{{\mathcal {O}}_{X}}{\mathcal {O}}_{X}(n)} と定義する。
2. X を任意のスキーム、D をその上のカルティエ因子、F を {\displaystyle {\mathcal {O}}_{X}} 加群とする。{\displaystyle F(D)=F\otimes _{{\mathcal {O}}_{X}}{\mathcal {O}}_{X}(D)} と定義する。D がヴェイユ因子で F が反射的なら、F(D) をその反射的包（reflexive hull）で置き換える。これも F(D) と表記される。
|D|
代数的閉体 k 上の正規完備代数多様体 X 上のヴェイユ因子 D の完備線形系。つまり、{\displaystyle |D|=\mathbf {P} (\Gamma (X,{\mathcal {O}}_{X}(D)))} のこと。|D| の k 有理点の集合と、D と線形同値な X 上の有効ヴェイユ因子の集合は1対1に対応する。D が k 上の完備多様体上のカルティエ因子の場合も同じように定義する。
[X/G]
群スキーム G の作用による代数空間 X の商スタック。
{\displaystyle X/\!/G}
群スキーム G の作用によるスキーム X のGIT商。
Ln
L の n テンソルベキを通常意味するが、L の自己交点数を意味する場合もある、やや曖昧な記号。X の構造層 {\displaystyle L={\mathcal {O}}_{X}} の場合には、{\displaystyle {\mathcal {O}}_{X}} の n 個のコピーの直和。
{\displaystyle {\mathcal {O}}_{X}(-1)}
トートロジー的直線束。セールのねじり層 {\displaystyle {\mathcal {O}}_{X}(1)} の双対。
{\displaystyle {\mathcal {O}}_{X}(1)}
セールのねじり層。トートロジー的直線束 {\displaystyle {\mathcal {O}}_{X}(-1)} の双対。超平面束ともいう。
{\displaystyle {\mathcal {O}}_{X}(D)}
1. D が X 上の有効カルティエ因子のとき、D のイデアル層の逆。
2. ほとんどの場合、{\displaystyle {\mathcal {O}}_{X}(D)} はカルティエ因子の群から X のピカール群 {\displaystyle \operatorname {Pic} (X)}（X 上の直線束の同型類のなす群）への自然な群準同型による D の像。
3. 一般には、{\displaystyle {\mathcal {O}}_{X}(D)} は（正規スキーム上の）ヴェイユ因子 D に対応する層。局所自由とは限らないが、反射的である。
4. D が ℚ-因子なら、{\displaystyle {\mathcal {O}}_{X}(D)} は D の整数部の {\displaystyle {\mathcal {O}}_{X}}。
{\displaystyle \Omega _{X}^{p}}
1. {\displaystyle \Omega _{X}^{1}} は X 上のケーラー微分の層。
2. {\displaystyle \Omega _{X}^{p}} は {\displaystyle \Omega _{X}^{1}} の p 個の外積べキ。
{\displaystyle \Omega _{X}^{p}(\log D)}
1. p が 1 のときは、X 上の D に沿っての対数的ケーラー微分（雑に言うと、因子 D で1位の極を持つ微分形式）の層。
2. {\displaystyle \Omega _{X}^{p}(\log D)} は {\displaystyle \Omega _{X}^{1}(\log D)} の p 個の外積べキ。
P(V)
曖昧な記号。伝統的には、有限次元 k ベクトル空間 V の射影化。つまり
{\displaystyle \mathbf {P} (V)=\operatorname {Proj} (k[V])=\operatorname {Proj} (\operatorname {Sym} (V^{*}))}
のこと（多項式関数の環 k[V] の Proj）で、これの k 点は V の中の直線に対応する。一方、ハーツホーンや EGA では、P(V) は V の対称代数の Proj。
Spec(R)
環 R の全ての素イデアルの集合にザリスキー位相を備えさせたもの。R のスペクトルという。
SpecX(F)
OX 代数 F の相対 Spec。Spec(F)、もしくは単に Spec(F) とも表記される。
Specan(R)
環 R の全ての付値の集合にある弱い位相をいれたもの。R のベルコヴィッチ・スペクトルという。